# Thomas Bruch
Thomas Bruch (* 25. April 1950) ist ein deutscher Unternehmer.

## Leben
Bruch studierte von 1970 bis 1975 Betriebswirtschaftslehre an der Universität des Saarlandes.
Bruch leitete als geschäftsführender Gesellschafter das deutsche Einzelhandelsunternehmen Globus SB-Warenhaus Holding, das er als Familienunternehmen in fünfter Generation führte. Er gründete 2005 die Globus-Stiftung. Zum 1. Juli 2020 übergab Thomas Bruch die Geschäftsführung der Globus Holding an seinen Sohn Matthias Franz Bruch (* 1983). Thomas Bruch war Vorsitzender des Kuratoriums des Deutsch-Russischen Forums e. V.
Im September 2020 wurde Thomas Bruch mit dem Saarländischen Verdienstorden die höchste saarländische Auszeichnung durch die Landesregierung verliehen.
Nach Angaben des US-amerikanischen Forbes Magazine gehört Bruch zu den reichsten Deutschen. Auf der Liste der 1001 reichsten Deutschen 2019 wird das Vermögen von Bruch auf 2,2 Milliarden Euro geschätzt.
Bruch ist verheiratet und hat drei Kinder. 